# AB Linas
Die AB Linas ist ein Leinen-Textilunternehmen in Panevėžys, Litauen.

## Geschichte
1957 wurde das Kombinat Panevėžio linų kombinatas in Sowjetlitauen gegründet. Am 21. November 1990 wurde es zum Staatsbetrieb Panevėžio valstybinė įmonė „Linas“. Am 8. März 1993 wurde der Staatsbetrieb zu Akcinė bendrovė „Linas“ reorganisiert. Von 1993 bis 1996 wurde die Gesellschaft von Lilijana Pūrienė geleitet. 2000 erzielte man einen Umsatz von 76,112 Millionen Litas (22 Mio. Euro). 2000 beschäftigte das Unternehmen 1.645 Mitarbeiter. Man exportiert nach Skandinavien und andere Staaten.